# Allerbüttel

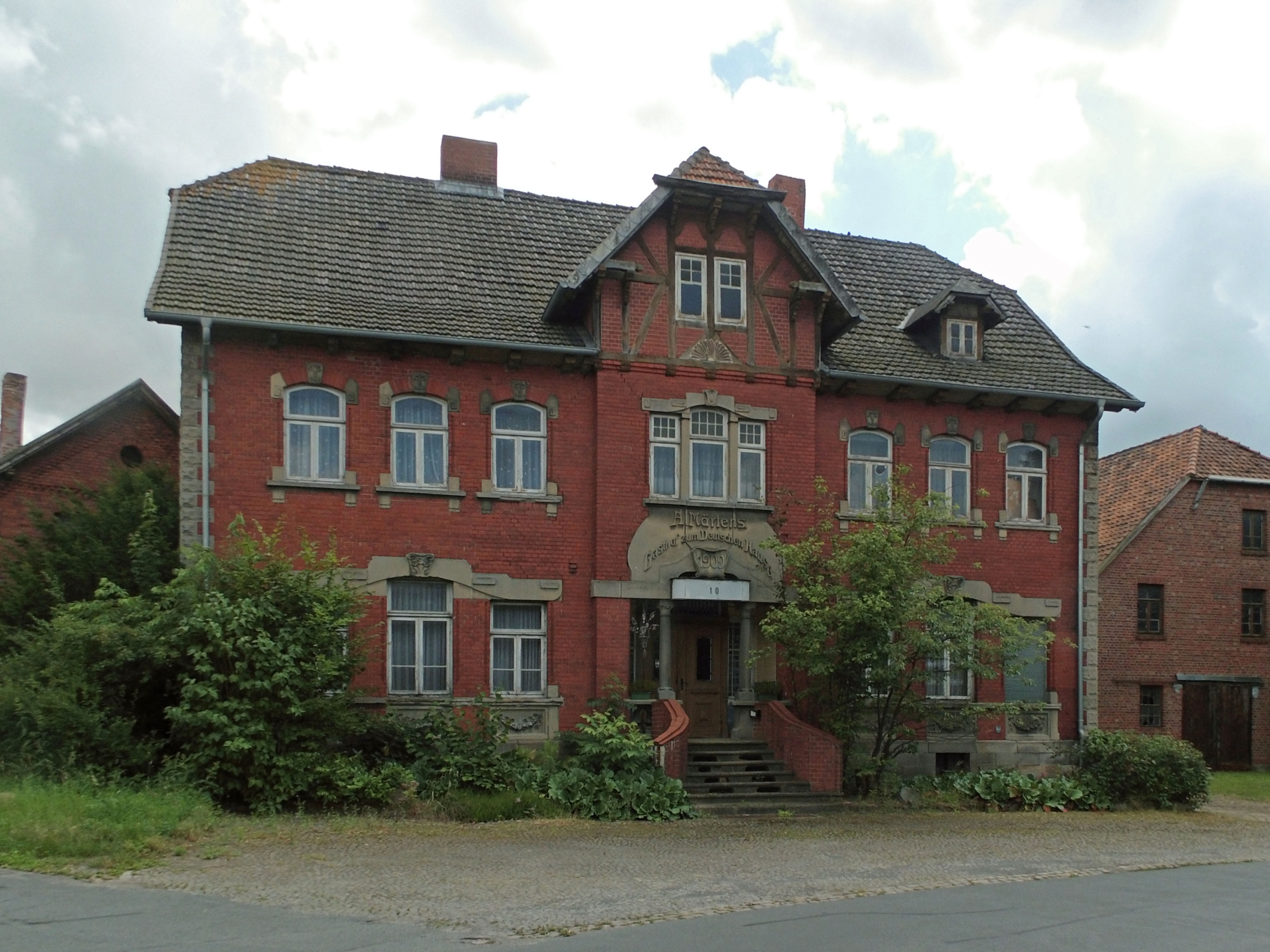
Ehemaliger Gasthof

Allerbüttel  ist ein Ortsteil der Gemeinde Calberlah in der Samtgemeinde Isenbüttel im Landkreis Gifhorn. Die erste urkundliche Erwähnung erfolgte 1292.

## Geographische Lage
Nördlich des Ortes verläuft die Bahnstrecke Hannover-Berlin. Südöstlich liegt der Mittellandkanal. Westlich liegen Calberlah und der Elbeseitenkanal.

## Geschichte
Am 1. März 1974 wurde Allerbüttel in die Gemeinde Calberlah eingegliedert.

### Einwohnerentwicklung
| Jahr      | 1910 | 1925 | 1933 | 1939 | 2006 | 2008 | 2011 | 2016 |
| --------- | ---- | ---- | ---- | ---- | ---- | ---- | ---- | ---- |
| Einwohner | 178  | 186  | 240  | 439  | 762  | 764  | 776  | 776  |

## Regelmäßige Veranstaltungen
- Preisschießen: Jährlich
- Allerlauf: Jährlich am 1. Mai
- Schützenfest: Jährlich im Mai

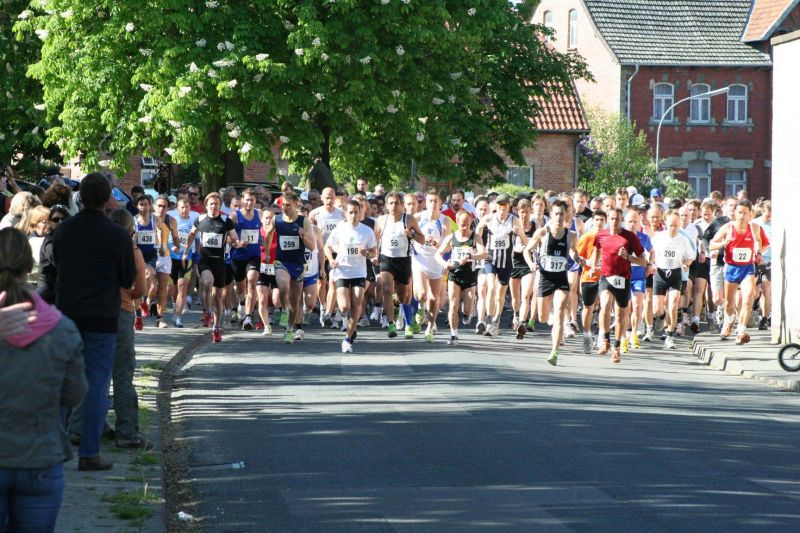
Allerlauf 2007

- Laternen- und Fackelumzug der Freiwilligen Feuerwehr: jährlich Anfang November
- Osterfeuer: Ostersonntag

## Öffentliche Einrichtungen
Allerbüttel verfügt über einen Friedhof, auf dem ein 2024 errichteter Glockenturm steht.

## Vereine und Verbände
- Schützenverein Allerbüttel 1956 e. V.
- Deutsches Rotes Kreuz
- Deutsches Jugendrotkreuz
- Gemischter Chor Allerbüttel
- Dorf- und Kulturverein

Die Freiwillige Feuerwehr Allerbüttel besteht nicht mehr. 1914 wurde in Allerbüttel eine Pflichtfeuerwehr gegründet, am 1. März 1925 dann die Freiwillige Feuerwehr. 1977 folgte die Gründung der Jugendfeuerwehr, 1984 wurde das Feuerwehrhaus erbaut. 2023 stellte die Freiwillige Feuerwehr Allerbüttel aufgrund von Personalmangel ihren aktiven Dienst ein, 2024 folgte die Auflösung der Feuerwehr. Für Allerbüttel ist seitdem die Freiwillige Feuerwehr Calberlah zuständig.

## Verwechslung
Zur Gemeinde Calberlah gehört der ähnlich klingende Ortsteil Allenbüttel. Dieser befindet sich rund 3 km südlich von Allerbüttel und hat dieselbe Postleitzahl, so dass es bei Ortsunkundigen gelegentlich zu Verwechslungen kommt.